# Аэндорская волшебница
Аэндо́рская волше́бница (ивр. אֵשֶׁת בַּעֲלַת אוֹב בְּעֵין דּוֹר‎, др.-греч. Αενδωρ ἐγγαστρίμαθος, лат. Endor pythonem, имя в мидрашах — Цфания или Седекла) — персонаж Ветхого Завета, колдунья из Аэндора (Эйн-Дор), вызвавшая по просьбе царя Саула накануне решающей битвы дух покойного пророка Самуила для предсказания судьбы.
История Аэндорской волшебницы в иудейском и христианском богословии получила многочисленные толкования в контексте вопроса существования душ после смерти и спора о том, кто на самом деле явился по зову колдуньи — действительный дух пророка, демон или же это было шарлатанством. Краткий библейский рассказ об Аэндорской волшебнице дополняется мидрашами, содержащими дополнительные подробности о визите к ней царя Саула. У сторонников веры в реальность колдовства её история была библейским доказательством их мнения.

## Библейский рассказ
Рассказ об Аэндорской волшебнице содержится в Первой книге Царств (глава 28). В ней повествуется, как после смерти пророка Самуила войска филистимлян собрались на войну с Израилем «и стали станом в Сонаме». Царь Израиля Саул собрал «весь народ Израильский» и стал своим станом на Гелвуе (Гильбоа). Испуганный филистимлянским войском, он попытался вопросить Бога об исходе битвы, «но Господь не отвечал ему ни во сне, ни чрез урим, ни чрез пророков» (1Цар. 28:6). Тогда он приказал слугам — «сыщите мне женщину волшебницу, и я пойду к ней и спрошу её». Поставленная царём задача была весьма сложной, так как Библия сообщает, что Саул после смерти Самуила изгнал из страны всех волшебников и гадателей (1Цар. 28:3). Однако слуги нашли женщину-волшебницу в близком к лагерю селении Аэндор, и Саул, сменив царские одежды на простые, взял с собой двух человек и ночью отправился к ней.

И сказал ей [Саул]: прошу тебя, поворожи мне и выведи мне, о ком я скажу тебе. Но женщина отвечала ему: ты знаешь, что сделал Саул, как выгнал он из страны волшебников и гадателей; для чего же ты расставляешь сеть душе моей на погибель мне? И поклялся ей Саул Господом, говоря: жив Господь! не будет тебе беды за это дело. Тогда женщина спросила: кого же вывесть тебе? И отвечал он: Самуила выведи мне. И увидела женщина Самуила и громко вскрикнула; и обратилась женщина к Саулу, говоря: зачем ты обманул меня? ты — Саул. И сказал ей царь: не бойся; что ты видишь? И отвечала женщина: вижу как бы бога, выходящего из земли. Какой он видом? — спросил у неё [Саул]. Она сказала: выходит из земли муж престарелый, одетый в длинную одежду. Тогда узнал Саул, что это Самуил, и пал лицем на землю и поклонился.
— 1Цар. 28:8-14

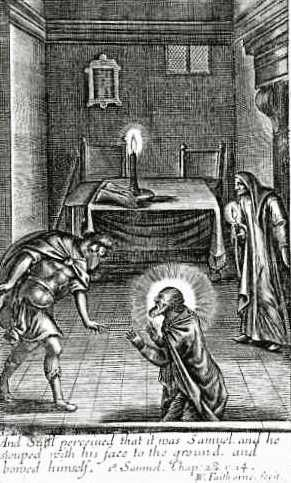
Саул перед духом Самуила (Джозеф Гланвилл «Saducismus Triumphatus», 1681 год)

Саул спросил Самуила о том, как поступить ему в войне с филистимлянами, на что получил ответ — «для чего же ты спрашиваешь меня, когда Господь отступил от тебя и сделался врагом твоим? Господь сделает то, что говорил чрез меня; отнимет Господь царство из рук твоих и отдаст его ближнему твоему, Давиду.» (1Цар. 28:16-17). Далее Самуил предрёк, что «завтра ты и сыны твои [будете] со мною». Саул испугался и пал на землю. Волшебница подошла к нему, предложила хлеба, после уговоров царь согласился поесть, и женщина заколола ему телёнка и испекла опресноки. Поев, Саул удалился.
На следующий день в битве сыновья Саула — Ионафан, Аминадав и Малхисуа были убиты, а сам царь покончил с собой (1Цар. 31:15). Первая книга Паралипоменон сообщает, что «умер Саул за своё беззаконие, которое он сделал пред Господом, за то, что не соблюл слова Господня и обратился к волшебнице с вопросом» (1Пар. 10:13).

## Поздние легенды

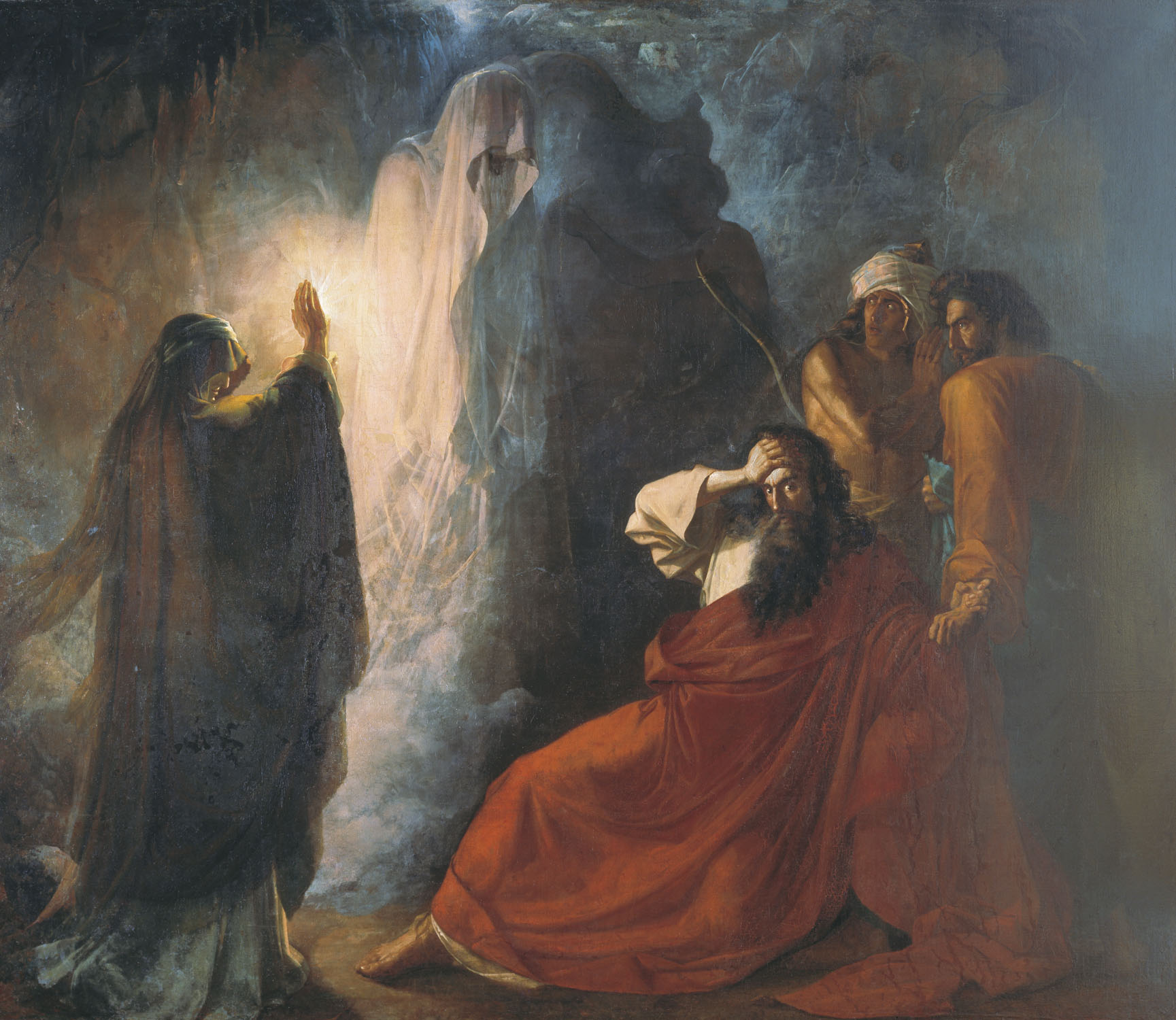
Аэндорская волшебница вызывает тень Самуила (Мартынов Д. Н., 1857 год)

Античные и средневековые источники добавляют в историю Саула и волшебницы дополнительные детали. Так, у Саула было два военачальника — Авенир и Амасай. Библейский текст называет Авенира сыном Нира, дяди Саула по отцовской линии (1Цар. 14:50), а по одной из легенд матерью Авенира (мидраш Пиркей де-рабби Эли‘эзер её называет именем Цфания) была именно та колдунья, к которой он привёл своего царя. Таким образом, легенды приписывают Саулу и Аэндорской волшебнице родственные отношения. Эта связь и, следовательно, знатное происхождение женщины, объясняют причины, по которым она осталась в стране после изгнания Саулом всех магов:

Шауль истребил всех колдунов, ворожей и прочих, а эта женщина была великая и мудрая, и изучила она это искусство только для того, чтобы знать, какими методами все эти колдуны работают, но не для того, чтобы заниматься практикой. Шауль же в трудную минуту нашёл довольно скользкий путь, что вот, я мол, как царь, знаю, каким образом можно чуть-чуть, ненадолго, отодвинуть этот запрет.

Псевдо-Филон называет Аэндорскую волшебницу именем Седекла и сообщает, что своей магией она 40 лет вводила израильтян в заблуждение.
Старуха приступила к чарам…

Но вдруг замедлилась она,

Умолкла, вся затрепетала…

«Ты — сам Саул! — она сказала: —

Зачем меня ты обманул?..»

И молвил ей в ответ Саул:

«Скажи, пророчница, сначала,

Что видишь?» — «Вижу я вдали

Богов, исшедших из земли»
Когда волшебница не узнала в Сауле царя, он сокрушенно сказал ей: «Теперь-то я точно знаю, что красота моя увяла, а славу владычества никто не помнит». Мидраши сообщают, что колдунья совершила свой обычный ритуал — воскурила фимиам и произнесла заклинание, после чего явился дух Самуила.

Обычно дух, вызываемый колдуньей с помощью тумы (сил нечистоты), появлялся вниз головой, ибо приходил в мир способом, противоречившим святому Божественному творению. Однако перед царем призрак предстал в нормальном положении.

Такое необычное появление призрака помогло волшебнице понять, что к ней за помощью обратился сам помазанник Божий. В мидраше Ваикра Рабба из библейского текста делает вывод, что «все духи, за исключением тех, которых вызывают по приказу царя, появляются вниз головой» и по этому признаку волшебница однозначно определила что к ней пришёл царь Саул.
Якобы, как и в других случаях общения с духами, колдунья могла видеть дух Самуила, но не слышала его, а Саул слышал, но не видел. Прочие присутствующие не видели и не слышали ничего. Также добавляют, что волшебница очень испугалась, увидев, что Самуил явился с сонмом прочих духов, но оказалось, что Самуил пришел не один, так как решил, что настал день Страшного суда. Поэтому он попросил дух Моисея подняться вместе с ним и подтвердить, что Самуил выполнял строго все предписания Моисеева закона (Торы). Вслед за Моисеем последовали и другие благочестивые, что и составило толпу призраков, фигурирующую в легенде.

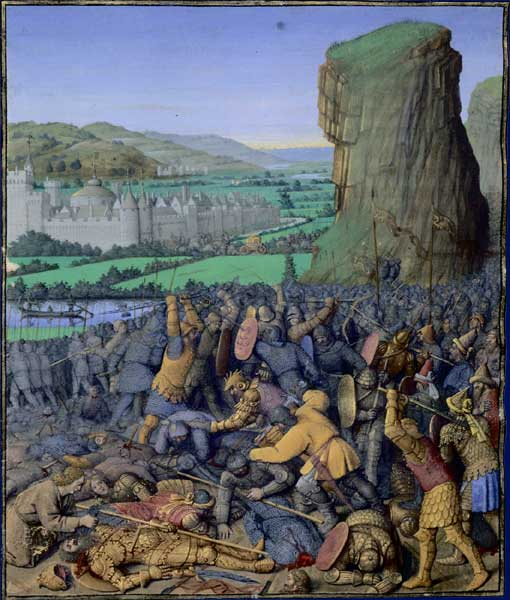
«Гелвуйская битва», Жан Фуке, 1470—1475 (илл. к Иосиф Флавий, «Иудейские древности»)

Талмуд указывает, что в Библию вошла лишь небольшая часть разговора между призраком и царем. Самуил будто бы начал бранить Саула за то, что тот нарушил покой усопшего: «Ты вызвал гнев Бога не только потому, что обратился за советом к духам — ты из меня сделал идола». На это Саул спросил: «Спасусь ли я, если обращусь в бегство?». Самуил ответил: «Да, если убежишь с поля боя, то будешь в безопасности. Но если ты согласишься с приговором Господа, то завтра окажешься в раю рядом со мной».
В других комментариях указывается, что Саул спросил у волшебницы, как выглядит дух (которого он мог только слышать). Она ответила: «Видение не имеет человеческого обличья. Оно закутано в белые одежды, и ведут его два ангела». Предание добавляет, что она смогла вызвать призрак Самуила только потому, что он скончался лишь несколько месяцев назад — в первый год после смерти тело благочестивого усопшего лежит в могиле не разлагаясь, и поэтому в этот год душа его может спускаться на землю и вновь подниматься на небо. Лишь когда тело истлело, душа с ним окончательно расстается и улетает на небеса.
Иосиф Флавий, останавливаясь на этой истории, называет волшебницу «прорицательницей и вызывательницей душ усопших». Он пишет, что Самуил предсказал Саулу: «царствовать придётся Давиду, которому и суждено удачно закончить эту войну. Ты же потеряешь власть и жизнь…». После этого Саул упал и потерял сознание — то ли от боли, то от ли измождения. Иосиф Флавий хвалит волшебницу за то, что она не стала упрекать царя за то, что он запретил ей заниматься её профессией. Писатель подчеркивает добрый характер волшебницы — она поделилась с раздавленным предсказанием царем той немногой едой, которая у неё оставалась, и привела его в чувство, хотя знала, что благодарности не дождётся, поскольку завтра ему суждено погибнуть.

## Род деятельности

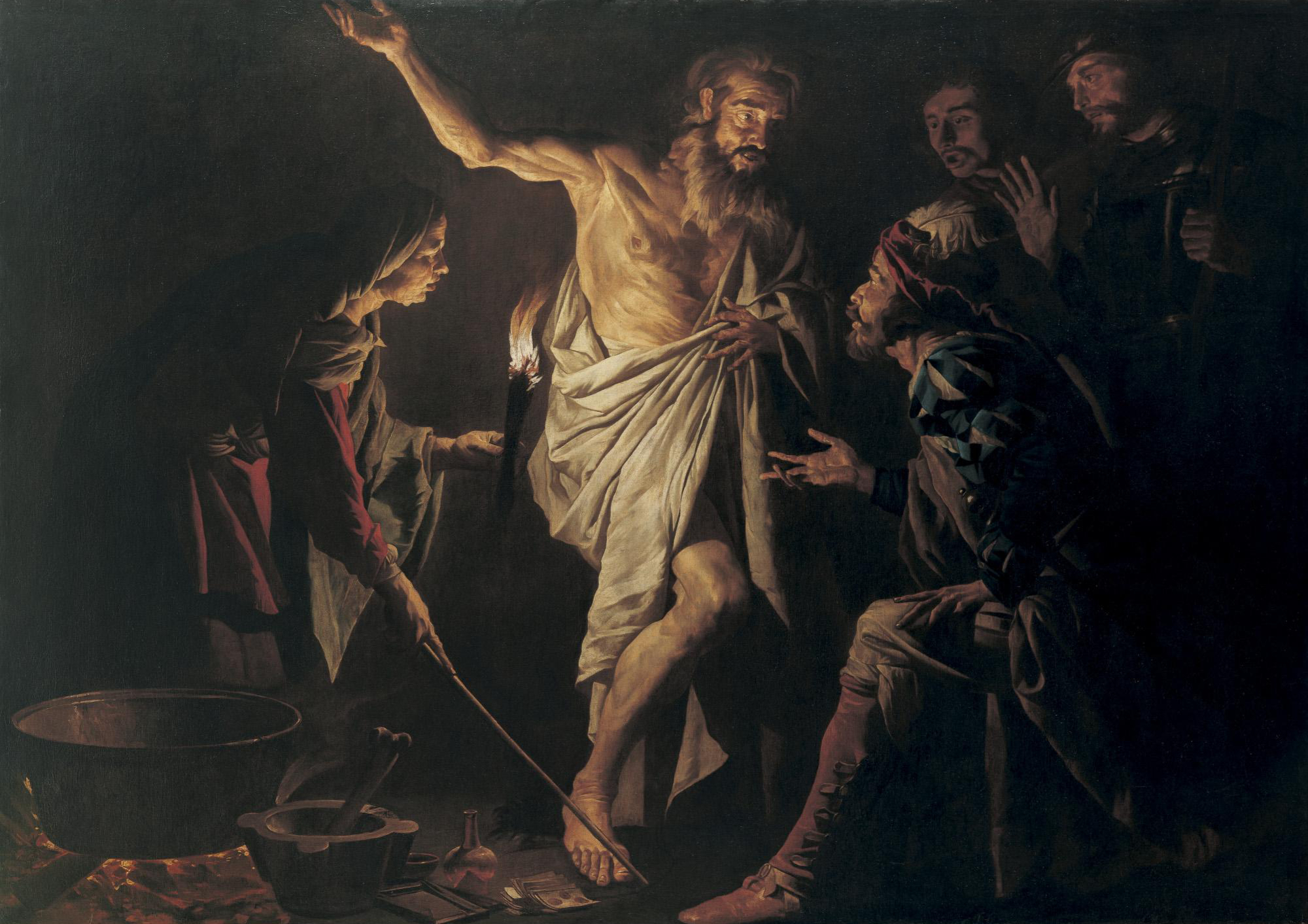
Саул и Аэндорская ведьма (Маттиас Стом, 1635 год)

Имя волшебницы в библейском рассказе не упоминается, а по роду деятельности в тексте она называется ивр. אֵשֶׁת בַּעֲלַת אוֹב‎ («женщина, вызывающая мёртвых»). В различных переводах Книги Царств это выражение передаётся по-разному:
- Септуагинта — греч. ἐγγαστρίμαθος — «чревовещательница»;
- Вульгата — лат. pythonem — «пифия» то есть предсказательница судеб, вдохновляемая духом Пифона[7];
- Библия короля Якова — англ. woman that hath a familiar spirit — «женщина, владеющая духом-хранителем». В связи с этим писатель Конан Дойл, ставший в последние годы жизни активным проповедником спиритуализма, дискутировал с епископом Бирмингемским Барнсом, который называл эту женщину ведьмой из Аэндора. Конан Дойл в 1929 году в «Морнинг Пост» писал: «Такое лицо в Библии не упоминается. Она всегда была „женщиной“ из Аэндора… Она являлась, таким образом, средством получения прямого послания от Бога, вместе с пророчеством, полностью осуществившимся. Что может быть предосудительного в таком посредничестве?»[8];
- Елизаветинская Библия — церк.-слав. , а в просьбе царя Саула к ней говорится: «поволхвуй ми чревоволшебствомъ»;
- Синодальный перевод — «волшебница».

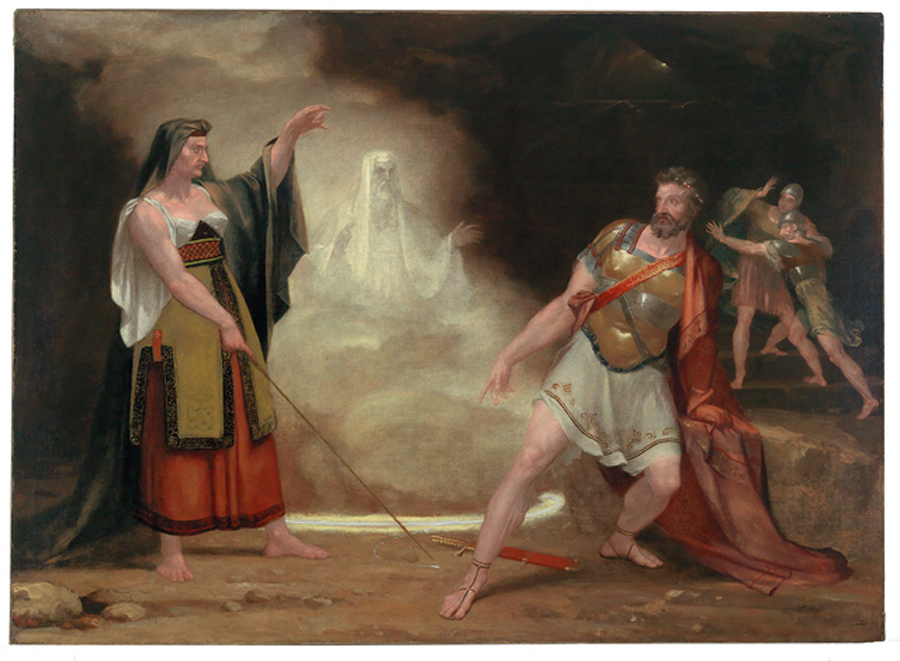
Саул и Аэндорская ведьма (Вашингтон Олстон, 1820 год)

Из рассказа следует, что волшебница вызвала дух умершего, то есть была некромантом. Однако этот дух был виден только самой волшебнице, которая описала Саулу его внешний вид, и по этому описанию царь узнал в нём пророка Самуила. Сам диалог происходил, вероятно, в форме чревовещания, то есть ответ на вопрос Саула был дан голосом самой колдуньи (в разделе Иудейские богословы см. другой взгляд на этот вопрос).
О действиях, которые совершала колдунья, вызывая дух Самуила, Библия ничего не сообщает. Известно об использовании в Древнем Израиле предсказателями кости животного, называемой «Шоэль идони». Её помещали в рот прорицателя и принуждали её «говорить» (то есть издавали с помощью неё звуки). Рамбам пишет, что вызыватели мёртвых использовали миртовый посох, воскуряли благовония, произносили заговоры и затем вопрошающий как бы слышал ответы на его вопросы, произносимые низким голосом из-под земли, который «воспринимается скорее разумом, чем слухом». При этом сообщают об обычной практике использования такими чревовещателями помощника, который из потайного места отвечает глухим голосом на вопросы посетителя, имитируя этим общение с духом. Для большего эффекта на спиритических сеансах использовался череп из оникса или стекла, а также сам сеанс проводился над могильной плитой.
Библейский текст не сообщает, куда пришёл Саул к волшебнице — в дом или какое-то святилище. Роберт Грейвс отмечает, что греческие подземные толосы, использовавшиеся для общения с духами, были занесены из Палестины, и Аэндорская волшебница повелевала как раз подобным святилищем. В окрестностях Эйн-Дора находится скальная пещера, которую считают тем местом, где по зову волшебницы Саулу явился дух Самуила.

### Иудейское законодательство

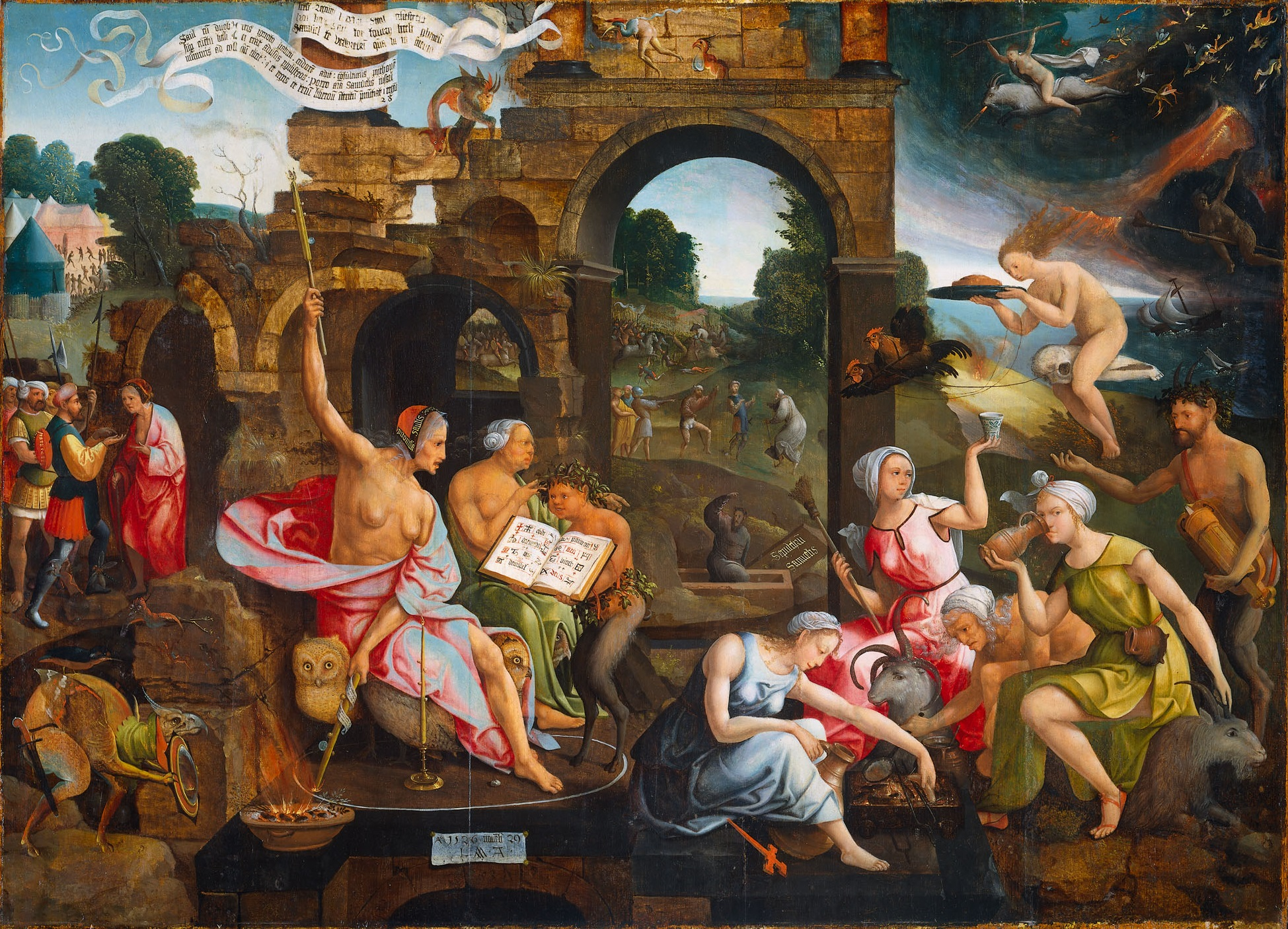
Аэндорская ведьма (Якоб Корнелис ван Остсанен, 1526 год). Визит Саула к колдунье вписан в сюжет шабаша ведьм

Обращение за советом к духам является старинным религиозным обычаем, за который обычно отвечали женщины невысокого социального статуса. Религия Израиля во времена пророков решительно запрещала этот обычай, так же делало и законодательство, которое основывалось на толковании заповедей:
- «Не должен находиться у тебя проводящий сына своего или дочь свою чрез огонь, прорицатель, гадатель, чародей, обаятель, вызывающий духов, волшебник и вопрошающий мёртвых; ибо мерзок пред Господом всякий, делающий это, и за сии-то мерзости Господь Бог твой изгоняет их от лица твоего» (Втор. 18:10-12);
- «не обращайтесь к вызывающим мёртвых, и к волшебникам не ходите, и не доводите себя до осквернения от них» (Лев. 19:31).

За нарушение этих запретов иудейское законодательство предусматривало смертную казнь через побиение камнями: «Мужчина ли или женщина, если будут они вызывать мертвых или волхвовать, да будут преданы смерти: камнями должно побить их, кровь их на них» (Лев. 20:27). Саул сам после смерти Самуила изгнал из страны всех волшебников и гадателей (1Цар. 28:3), но как отмечают, он преследовал волшебство «не с полным убеждением в его суетности; и, быть может, не столько из религиозных побуждений, сколько из опасений его чар против себя».
Однако библейский рассказ о Аэндорской волшебнице показывает, что некромантия (общение с умершими и обращение к ним за советами) в древнем Израиле практиковалась несмотря на все эти запреты. Она была также известна и другим семитским культурам (например, в «Эпосе о Гильгамеше» рассказывается о вызове Гильгамешем духа своего погибшего друга Энкиду). Английский культуролог и историк религии Джеймс Фрэзер в своём сочинении «Фольклор в Ветхом Завете» пишет:

Насколько глубоко она укоренилась в нравах и религии народа, видно из образа действий Саула, в час своей великой кручины прибегнувшего без колебаний к помощи той самой некромантки, которую он же прежде, в свои счастливые дни, обрёк на изгнание. Его пример типичен, поскольку он выявляет имевшуюся в народе тенденцию возврата к язычеству.

## Богословские толкования

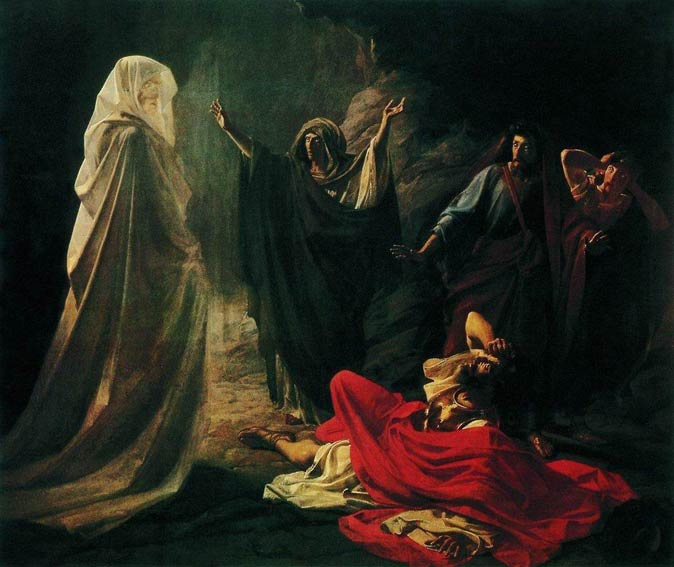
Саул у Аэндорской волшебницы (Николай Ге, 1857 год)

### Иудейские богословы
Давид Кимхи (РаДаК) пишет, что если бы Самуил был жив, то Саул бы не обратился к вызывающей мёртвых женщине и не совершил бы деяние, которое затем было поставлено ему в великую вину (1Пар. 10:13). Отмечают, что Саул повелел найти ему именно женщину, вызывающую мёртвых, а не мужчину, по причине того, что подобными делами чаще всего занимаются женщины (что комментаторы связывают с их легкомыслием). Хотя библейский текст сообщает, что визит Саула к волшебнице состоялся ночью, всё же, рассуждая о том, что неприлично царю с приближёнными приходить ночью к женщине, толкователи пишут «для этой женщины был ещё день, просто у них в глазах было темно».
Использованное в тексте Библии слово «кесем» (колдование) понимается как общие наименование для широкого спектра магических действий, поэтому комментаторы отмечают, что царь специально позже уточнил, что колдовать необходимо, именно вызывая мёртвых. Сам приход царя к колдунье имеет разные оценки:
- Саул, который именем Господа клянётся колдунье, подобен женщине, которая находясь у своего возлюбленного, клянётся ему жизнью своего мужа[15];
- Саул был праведником, так как клялся только именем Бога, а согрешил, придя к колдунье, только из страха перед грозящей опасностью[2].

Отмечают, что сравнение поведения царя с женщиной, нарушающей супружескую верность, весьма точно передаёт его душевное состояние в тот момент:

Он не просто ходит спрашивать в «разные инстанции», он на самом деле находится в страшном смятении. После того, как он не получил ответа Всевышнего и он пошёл спрашивать вызывательницу духов, то теперь он делает это вовсе не с отвращением, а он, как та женщина в объятиях любовника, попадает уже во власть этого и тянется к этому. Это не просто преступление с холодной головой от того, что нет другого выхода. Его очень пугает надвигающаяся мрачная неопределённость. Он ничего не знает о будущем. Это для него непривычно, потому что мы знаем, что даже про ослиц он идёт спрашивать у первого пророка поколения.

Волшебница опознала в пришедшем к ней мужчине царя Израиля, потому что дух явился на её зов ногами к земле (то есть восходил из земли), что было понято ею как знак уважения к пришедшему. Слова духа о том, что царь «потревожил меня», трактуются как указание на принуждение Самуила прийти на зов. При этом приводится фрагмент мидраша, где эти слова понимаются как страх и трепет пророка — «Я испытал страх, решив, что наступил День суда и меня призывают на суд». Особо отмечают, что Саул не стал говорить Самуилу, что он вопрошал Бога через урим и не получил ответа, так как стыдился разрушения Номва — города пророков и священников. Один из мидрашей сообщает, что по причине стыда разрушение города и убийство священников было прощено Саулу.

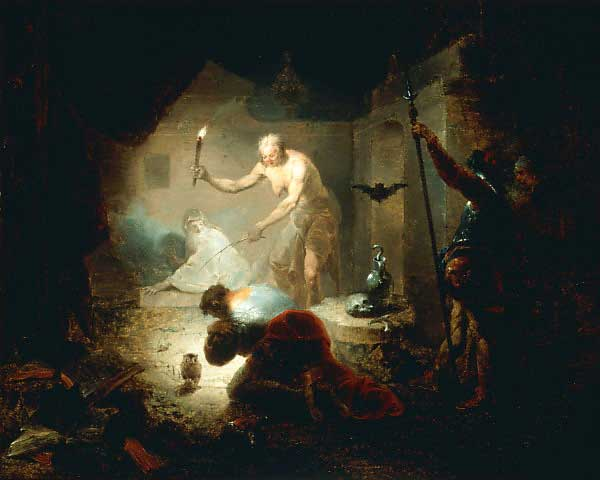
Саул и Аэндорская ведьма (Януариус Цик, 1753 год)

В истинности явления духа и его пророчеств ряд толкователей не сомневаются: «Его пророчество было истинным посланием Ашема, а не результатом магии. Шмуэль превосходит всех других пророков тем, что только он получил пророчество после своей смерти». Относительно пророчества, данного духом Самуила Саулу, Таргум Йонатана указывает — оно означало, что «реченье Господне отошло от тебя и стало в помощь тому, с кем ты враждуешь». У Раши это толкуется в более категоричной форме, что Бог ненавидит Саула. Пророчество Самуила о том, что Саул с сыновьями завтра будут с ним, Иоханан бар Наппаха понимает как «В одном со мной отделении», то есть — в Ган Эдене (Раю). А поход Саула на битву и его смерть понимаются им как действия, направленные на то, чтобы получить свою долю с пророком Самуилом.
Относительно самого характера спиритического сеанса Бен Гершом пишет, что волшебница видела вызванный ею дух, но не слышала его, а Саул напротив слышал, но не видел его (этим объясняют что Саул просит волшебницу описать призрак, но разговор ведёт с ним сам). В обоснование истинности явления духа Самуила гаоны рав Саадия и рав Ай пишут:

как могла та женщина знать грядущее или оживить мёртвого при посредстве колдовства? Это Творец оживил Ш’муэля, чтобы поведать Шаулю обо всём, что с ним случится. Женщина, ничего о том не зная, сама испугалась.

Однако РаДаК, опираясь на мнение гаона рава Шмуэля, сына Хофни, считает, что никакого явления не было и волшебница лишь воспользовалась тяжёлым душевным состоянием Саула и известными ей обстоятельствами, чтобы обычным для неё шарлатанством (использование второго человека, который сидит в тайном месте и отвечает на вопросы глухим голосом) устроить желаемую царём беседу с умершим пророком.
Иудейские богословы указывают, что видя смятение и душевное угнетение царя, она проявила к нему милосердие, накормив его. При этом отмечают, что один из мидрашей сообщает, что она не просто заколола телёнка, а это было её приношение идолам и Саул опустился до того, что ел идоложертвенную пищу.

### Христианские богословы

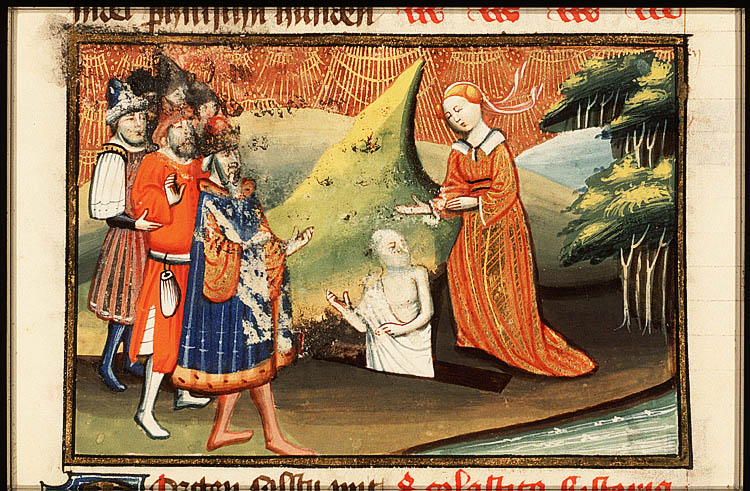
Дух Самуила поднимается из земли (миниатюра XV века)

Первым из христианских богословов к истории Аэндорской волшебницы обратился Иустин Философ (II век) в своём «Диалоге с Трифоном иудеем». Говоря о душе, он пишет:
А существование душ я доказал вам тем, что чревовещательница по требованию Саула вызвала душу Самуила. Но кажется, что и все души подобных праведников и пророков подвергались власти тех сил, какая обнаруживается из самого дела в этой чревовещательнице. Посему Бог чрез Сына Своего научает нас постоянно стараться быть праведными и при кончине молиться о том, чтобы души наши не подвергались подобной силе.
Иустин буквально толкует рассказ книги Царств и не сомневается, что перед Саулом по зову колдуньи явился настоящий дух пророка.
Тертуллиан в сочинении «О душе» (209—213 годы) категорически не согласен с тем, что колдунья смогла вызвать дух святого пророка. Он придерживается мнения, что Саулу по её зову явился демон, принявший образ Самуила, так как царь сам уже был в его власти:

Впрочем, душу святого (не говоря уже о пророке) с помощью демона призвать невозможно. Мы знаем, что в ангела света (не говоря уже о человеке) мог бы преобразиться сам сатана, и, наконец, выдать себя даже за бога, сотворив для обмана избранных (если такое возможно) сверхъестественные знамения. Только, быть может, представить себя пророком божьим он не поторопился — особенно перед Саулом, в котором уже воцарился сам.
— О душе. 57:8-9
Однако в приписываемом Тертуллиану поэтическом сочинении «Пять книг против Маркиона» содержится указание на истинность явления Самуила («после смерти владел пророческим даром»). Этот факт среди прочих ставит под сомнение авторство Тертуллиана.
У Оригена (III век) истории Аэндорской волшебницы посвящена отдельная гомилия (Homilia in I Reg. 28. 3-25). Он, как представитель александрийской богословской школы, поддерживает Иустина Философа в буквальном толковании библейского рассказа. На его взгляд, подлинность явления духа Самуила доказывается исполнением сделанных им пророчеств. А способность колдуньи вызвать дух умершего Ориген объясняет тем, что «власть вызывателей духов распространялась именно на преисподнюю, поскольку до сошествия во ад Спасителя все души умерших, как праведных, так и неправедных, пребывали вместе».

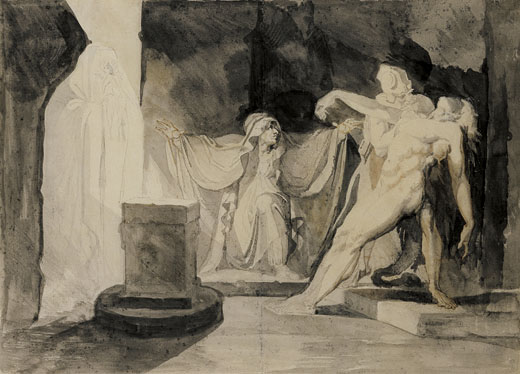
Аэндорская ведьма вызывает дух Самуила (Уильям Блэйк, 1783 год)

В полемику с Оригеном вступил Евстафий Антиохийский (ум. в 337 году), написавший самое объёмное сочинение на эту тему — «Рассудительное слово (Диагностик) против Оригена на умозрение о чревовещательнице» (лат. De engastrimytho contra Origenem). Сочинение написано в бытность его епископом Берои по просьбе Евтропия Адрианопольского, который не был удовлетворён толкованием Оригена и захотел услышать мнение Евстафия об Аэндорской волшебнице. Евстафий, полемизируя с Оригеном, доказывает, что колдунья не могла вызвать и не вызывала дух Самуила, а явившийся призрак был демоном, так как дух пророка не должен был иметь ни телесного облика, ни тем более одежд. В отношении пророчеств, сделанных духом, Евстафий отмечает, что они повторяют то, что Самуил говорил Саулу при жизни и не содержат ничего нового о судьбе царя. Евстафий критикует Оригена за его довод о том, что все души в преисподней подвластны действию магии и считает, что он не дал должного объяснения того, как волшебница получила власть над духом пророка.
Во второй половине IV века у толкования Оригена появились последователи: Аполлинарий Лаодикийский и Диодор Тарский. Первый считал, что волшебнице удалось вызвать дух Самуила исключительно по промыслу Божьему, так как только Бог мог ей дать власть над духом праведника. Диодор, поддерживая Оригена, вступает в полемику с Евстафием и считает, что в его толковании имеет место невнимательное отношение к Священному Писанию, так как в 1Цар. 28:13 о проявившемся духе сказано «вижу как бы бога, выходящего из земли», а сказать такое про демона было бы богохульством. Диодор утверждает, что Саулу явился именно дух пророка, но волшебница не смогла бы его призвать против его воли, а значит она его не вызвала, а лишь увидела, когда Самуил сам явился Саулу.

Не выражая открыто поддержки Оригена, об истинности явления духа Самуила пишет Иоанн Златоуст. Он рассматривает эту историю вместе с рассказом о том, как языческие филистимлянские жрецы смогли с помощью Ковчега Завета, который был вывезен из Израиля, определить причину моровой язвы (1Цар. 6:2-9). Златоуст пишет, что «Бог, по своему снисхождению, не почёл для Себя недостойным, применяясь к мнению волхвов, привести в действие предсказанное ими и оправдать их слова событием», а затем добавляет: 
что известно о чревовещательнице (1 Цар. 28), случилось по тому же Божественному промыслу…
Историю Аэндорской волшебницы рассматривал Григорий Нисский (335—394) в своём сочинении «О чревовещательнице. Письмо к епископу Феодосию». Он повторяет тезисы Евстафия Антиохийского, но не упоминает ни его имени, ни его сочинения. Святитель Григорий пишет:

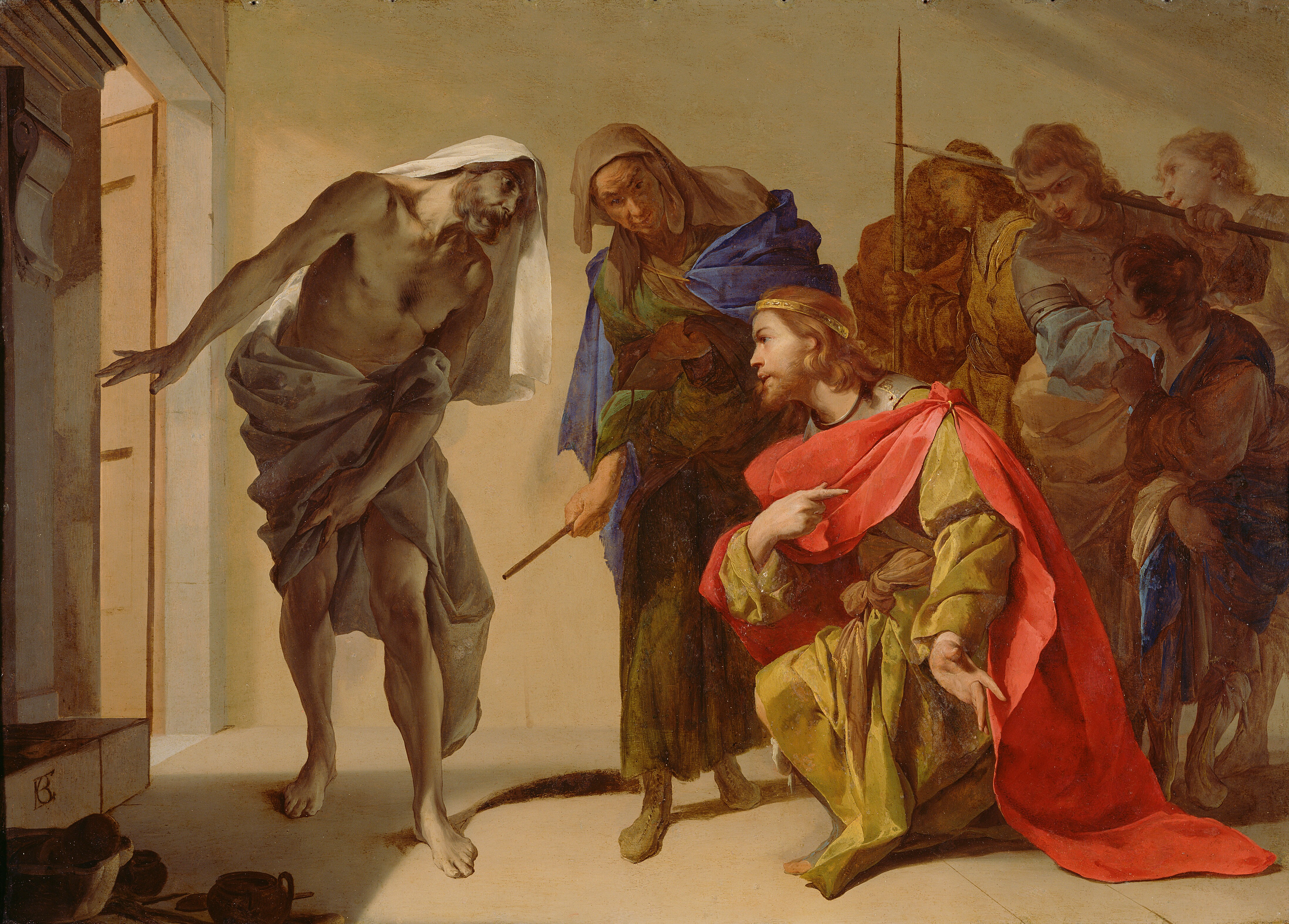
Тень Самуила является Саулу (Бернардо Каваллино, 1650-е годы)

Некоторым из живших прежде нас угодно было признавать истинным вызов Самуиловой души волшебницей, и в оправдание этого предложения своего представляют такое некое доказательство: Самуил печалился об отвержении Саула и всегда представлял Господу, что, поскольку угодно Ему было это, Саул очистил народ от волшебства, к обольщению людей совершаемого чревовещателями, и потому Пророк огорчился тем, что неугодно было Господу примириться с отверженным. Поэтому-то, говорят, Бог и попустил, чтобы душа Пророка была вызвана таковым чародейством, и Самуил увидел, что несправедливо ходатайствовал о Сауле перед Богом, называя врагом чревовещательниц того самого, который просил о возвращении волшебством их Самуиловой души.

Основной довод о ложности явления Самуила он основывает на евангельской притче о богаче и Лазаре, где про души грешных и праведных сказано — «между нами и вами утверждена великая пропасть, так что хотящие перейти отсюда к вам не могут, также и оттуда к нам не переходят» (Лк. 16:26). По этой причине Григорий не согласен с тем, что пророк Самуил, известный своею святостью, «волей или неволей перешел эту неудобопроходимую к нечестивым пропасть». Также он отмечает, что ложность видения доказывается и пророчеством призрака о том, что Саул с сыновьями завтра будет с ним. По мнению Григория, Самуил не мог сказать, что после смерти рядом с ним будет Саул «виновный во всяком пороке», но демон, напротив, этими словами сказал правду о посмертной судьбе царя.
В V веке толкование Оригена в части истинности полученного Саулом пророчества продолжил Феодорит Кирский (представитель Антиохийской богословской школы, ряд книг которого осуждены как еретические на Пятом Вселенском соборе). Он считал, что ангел, по воле Бога, принял вид Самуила и произнёс пророчество Саулу. При этом он отрицал саму возможность явления духа умершего пророка Самуила:

Иные говорят, что волшебница действительно вызвала Самуила. А другие опровергли это мнение и полагают, что обольститель людей демон показал Самуилов образ… А я первое мнение признаю хульным и злочестивым. Ибо не верю, что вызывающие мёртвых могут извести чью бы то ни было душу, а не только душу пророка, и такого пророка. Явно, что души пребывают в другом некоем месте, ожидая воскресения тел. Потому весьма злочестиво верить, что чревовещательницы имеют такую силу. Другое же мнение показывает более неразумие, нежели злочестие…

## В искусстве

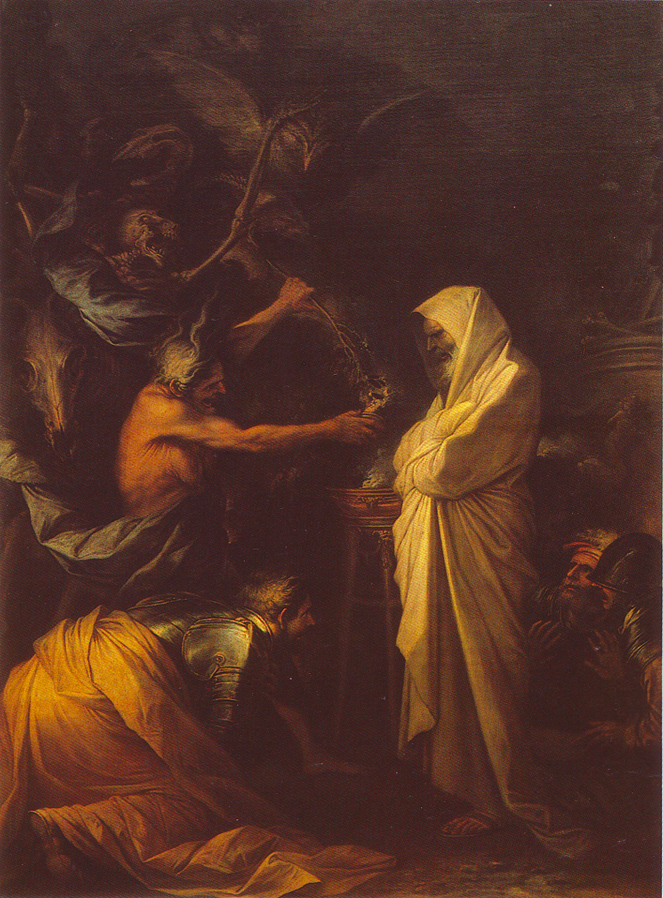
Сальватор Роза. «Явление тени Самуила Саулу». В живописи тема спиритического сеанса у Аэндорской волшебницы была популярна в художественных направлениях, интересовавшихся контрастами светотени и энергичными противопоставлениями — то есть в барокко и романтизме.

В средневековых пьесах о Сауле Аэндорская волшебница почти не упоминается, может быть, потому, что церковь преследовала веру в ведьм как проявление язычества. Ситуация изменяется с XIV века, когда по всей Европе начала бурно распространяться вера в их существование. В произведениях позднего средневековья и раннего Нового времени Саул выводится как грешник, которого карает Бог, Аэндорская же волшебница традиционно трактуется как злая колдунья:
- Ганс Сакс, «Трагедия царя Саула со сценами преследования Давида» (1577 год);
- Л. де Мазюр, трилогия «David combattant, David triomphant, David fugitif» (1566 год), где Саул выводится как одержимый дьяволом;
- Т. Роде, «Saulus Rex»;
- И. Л. Праш, «Saulus desperans»;

В эпоху барокко Саул изображается тираном, который не только оскорбил Бога, но и обрёк свой народ на страдания.
- Вирджилио Мальвецци, «Il Davide perseguitato» (1634 год);
- Ханс Якоб Кристоффель фон Гриммельсхаузен, «Ratio Status» (1670 год);
- Й. ван ден Вондел, «De Gebroeders» (1640 год);
- Жан де ля Тель, «Saul le Furieux» — Саул выведен как трагический герой, ожесточённо сопротивляющийся судьбе;
- Генри Пёрселл, драматическая сцена «В роковую ночь» («In Guilty Night»);
- Ньюберг Гамильтон, драма «Саул» с музыкой Генделя (1738 год), имеет роль и для волшебницы. Сцена у Генделя вышла мрачная и драматичная. Саул разыскивает колдунью, «доверенную князя тьмы», затем, потрясенный, воспевает магию заклинания духов.

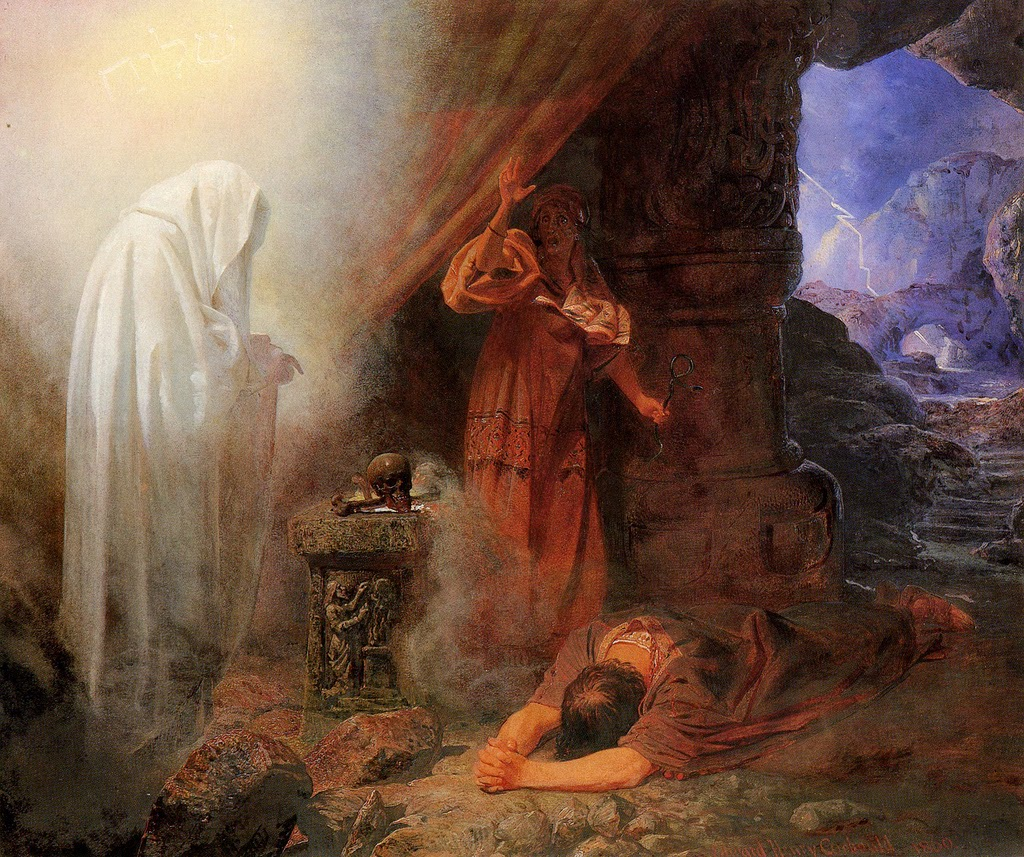
Корбоулд, Эдуард Генри «Саул и Аэндорская волшебница», XIX век

В эпоху Просвещения акцент смещается в сторону критики духовенства (первосвященники служат метафорой для католических прелатов), волшебница выступает как пример мрачного суеверия:
- Вольтер, «Трактат о веротерпимости» (1763 год).

Волшебница на некоторое время исчезает из произведений о Сауле последующего периода: Витторио Альфиери (1784 год), Карл Гуцков (1839 год), Г. Фишер (1862 год). Она возвращается только в эпоху романтизма:
- Байрон, «Еврейские мелодии» (упоминание явления Самуила);
- Август фон Платен, стихотворение «Саул и Давид» (1816 год);
- Альфонс Ламартин — подчёркивание мрачной романтики сцены с колдуньей;
- Гёте упоминает в «Годах учения Вильгельма Мейстера».
- Лев Мей. Стихотворение «Эндорская прорицательница»[24]

В XX веке писатели, использовавшие образ Саула, упоминали волшебницу в следующих произведениях:
- Рильке в своём цикле «Новые стихи» (1907 год);
- Киплинг в стихотворении «Эндор» (1916);
- Говард Немеров в одноактной драме «Эндор» (1961);
- Стефан Гейм в «Книге царя Давида» (1973 год);
- Сесил Форестер в романе «Под стягом победным» из серии книг про Горацио Хорнблауэра: «Аэндорская волшебница» — корабль, который главные герои захватывают для бегства из французского плена;
- Майкл Скотт в цикле новелл «Секреты бессмертного Николаса Фламеля».

В кинематографе Аэндорская волшебница стала прототипом Эндоры в сериале «Моя жена меня приворожила» (1964—1972, роль исп. А. Мурхед) и отчасти Чарал в фильме «Эвоки. Битва за Эндор» (1985, роль исп. Ш. Филлипс).